# Focke-Wulf Fw 189 Uhu
«Фокке-Вульф» Fw 189 («Рама» (советское прозвище), «Flugauge» — нем. «Летающий глаз» или «Uhu» — нем. Филин) — двухмоторный двухбалочный трёхместный тактический разведывательный самолёт.
Первый полёт совершил в 1938 году (Fw 189V1), начал использоваться в 1940 году, и производился до середины 1944 года. Основное применение получил в военных действиях против СССР.

## Конструкция и производство
В 1937 году, министерство авиации нацистской Германии (Reichsluftfahrtministerium) выпустило техническое задание на тактический самолёт-разведчик-корректировщик с оптимальными возможностями обзора. Подрядчиками стали компании «Арадо», «Фокке-Вульф» и «Гамбургер Флюгцойгбау». «Фокке-Вульф» разработала альтернативную схему самолёта, названного Fw 189. Самолёт был создан инженером Э. Козелом во главе с конструктором К. Танком, с применением ряда стандартных конструктивных решений, улучшающих обзор, технологичность, аэродинамику, многофункциональность и надёжность самолёта. Было принято решение использовать два небольших двигателя «Аргус 410», и установить их на консоли крыла. Две хвостовые балки сделали аэродинамическим продолжением мотогондол этих двигателей. Хвостовые балки оканчивалась килями, между которыми находилось горизонтальное хвостовое оперение. Центральная гондола предназначалась для экипажа. Она была каплевидной формы, практически вся остеклена. Под аббревиатурой BV 141 фирма «Бломм+Фосс» предложила свой проект самолёта-разведчика, отличающейся радикальными идеями асимметричного планера, мощным дефицитным двигателем и, кроме того, «Бломм+Фосс» значительно отстала от «Фокке-Вульф» в производстве предсерийных образцов, что стало причиной отказа от его массового выпуска. Для отработки штурмового варианта использовали первый прототип. В конце 1938 года его сняли с лётных испытаний и вернули на завод, где заменили центральную гондолу новой, гораздо меньших размеров. По сути, она представляла собой бронированную капсулу, едва вмещавшую пилота и стрелка, сидевших спина к спине. Пилот глядел вперед через крошечное бронестекло в откидываемом назад колпаке. Стрелок вел огонь из пулемёта MG-15 через небольшую бойницу с использованием бронированного визира. Модифицированный прототип получил обозначение Fw 189V1b. Обзор с места пилота был неудовлетворительным, а стрелок не видел атакующий истребитель даже в хвосте своего самолёта! В результате Fw 189V1 b вернули на завод для проведения доработок. Площадь остекления кабины пилота увеличили, а прицел стрелка заменили на амбразуру, улучшившую обзор назад, но обзор в стороны оставался неудовлетворительным. После внесения изменений Fw 189V1ta проходил испытания вместе с конкурентами Hs 129V2 и V3. Эти полёты показали, что весьма компактный одноместный самолёт «Хеншеля» представлял собой меньшую цель для ПВО, но у него обзор с рабочего места лётчика оказался ещё хуже, чем у 189-го «Фокке-Вульфа», и если управляемость Fw 189V1b была плохой, то у Hs 129 она была вовсе отвратительной. В итоге Техническое управление признало победителем Hs 129, но на этом история штурмового варианта Fw 189 не закончилась. В конце 1942 года появился своеобразный «эрзац-штурмовик» Fw189A-4, выпущенный в небольшом количестве. Эта машина сохранила остекленную гондолу разведчика, но крыльевые пулемёты MG17 были заменены двумя 20-мм пушками MG FF. Кроме того, двигатели, топливные баки и частично кабину экипажа прикрыли снизу тонкой бронёй.
Fw 189 производился в больших количествах, выбор пал на завод фирмы Aero в Праге-Высочанах, который уже в 1941 году стал основным предприятием по выпуску тактических самолётов-разведчиков. В том году бременский завод сдал 99 Fw 189А, а пражский — 151 самолёт. При этом завод «Аэро» производил также учебные Аr 96, оснащаемые теми же двигателями As 410. Производство моторов было налажено на месте — их выпускало предприятие компании Walter в Праге-Йинонице. Ещё два предприятия, находившиеся в Праге и её окрестностях, поставляли комплектующие: завод Praga концерна ČKD (во время оккупации Böhmisch-Mährische Maschinenfabrik AG) — центропланы, элероны, закрылки, тяги управления механизацией крыла, а фирма Letov (Летняны) — хвостовые балки и оперение. Первый собранный в Праге Fw 189А (Wr. Nr. 2051) был готов 12 марта 1941 года. А 4 июня самолёт лично облетал специально прибывший на завод Курт Танк. В общей сложности было построено 864 единиц Fw 189.

## Боевое применение
В ВВС ВС Германии (вермахте) самолёт Fw 189 назвали «Летающим глазом» («Flugauge»). В советских войсках его прозвали «Рама» за характерный внешний вид. Самолёт интенсивно использовался на Восточном фронте, где значительно преуспел как тактический разведчик и наводчик. Также FW-189 применялся против советских партизан в Белоруссии и на Украине. На Западном фронте этот тип самолёта практически не применялся.
У советских солдат существовала примета: прилетела «рама» — жди бомбардировщиков. Как правило, сразу после пролёта разведчика по обнаруженным целям наносился артиллерийский или бомбовый удар.
Несмотря на хрупкий вид и откровенно низкую скорость, Fw 189 обладал хорошей манёвренностью на больших высотах и был там весьма сложной целью для истребителей. Пилот самолёта мог легко уклониться от атаки истребителей, осуществляя горизонтальные манёвры, за которыми не могли следовать набирающие высоту истребители. Благодаря великолепному обзору и большим секторам обстрела воздушные стрелки разведчика имели все возможности сбить атакующий истребитель. Советские авианаставления рекомендовали не вести с «рамой» бой на виражах, а производить отдельные атаки, желательно из облаков или со стороны солнца.
Самолёт отличался высокой живучестью. Например, 19 мая 1942 года над Таманью на высоте около 4 тыс. метров пара МиГ-3 атаковала одиночный Fw 189А. Советские истребители поразили левый мотор необычного противника, с удовлетворением наблюдая, как после нескольких очередей он отвалился от самолёта. Уверенные в одержанной победе, «МиГи» удалились, однако тяжело повреждённая машина все-таки «доковыляла» до своего передового аэродрома. Бывало, что самолёт возвращался с задания, получив таранный удар и лишившись части вертикального оперения.
В конце марта 1945 года небольшое количество Fw 189А все ещё сохранялось в составе формирований ночных разведчиков 1.(Н)/31, 1.(Н)/12, 1.(Н)/13 и некоторых других. Они продолжали выполнять боевые вылеты практически до последнего дня войны в Европе, хотя и очень ограниченно. Так, в ночь на 17 апреля в налёте на позиции советских войск принял участие 21 самолёт из состава авиагрупп NAGr.2 и 15, шестнадцать из которых были «рамами». В налете 19 апреля участвовали два Fw 189А вместе с несколькими Bf 109 и Bf 110 из NAGr. 15. На южном участке Восточного фронта до самого финала войны действовали «рамы» из формирования 1 .(Н)/41. Последнюю потерю «рамы» в боевом вылете зафиксировали 8 мая 1945 года — это был самолёт, принадлежавший штабу авиагруппы NAGr.5.

## Тактико-технические характеристики

Схема самолёта Fw 189A-1.

Приведённые ниже характеристики соответствуют модификации Fw 189A-2:
Источник данных: Харук А., 2011, стр. 76.

Технические характеристики
- Экипаж: 3 человека
- Длина: 12,0 м
- Размах крыла: 18,4 м
- Высота: 3,1 м
- Площадь крыла: 36,8 м²
- Масса пустого: 2 832 кг
- Нормальная взлётная масса: 3 955 кг
- Максимальная взлётная масса: 4 175 кг
- Объём топливных баков: 440 л
- Силовая установка: 2 × 12 цилиндровых воздушного охлаждения Argus As 410A-1
- Мощность двигателей: 2 × 465 л.с. (2 × 342 кВт)
- Диаметр винта: 2,6 м

Лётные характеристики
- Максимальная скорость: 347 км/ч на 2 400 м
- Крейсерская скорость: 323 км/ч на 2 400 м
- Практическая дальность: 670 км
- Продолжительность полёта: 2,16 ч
- Практический потолок: 7 300 м
- Длина разбега: 240 м
- Длина пробега: 300 м

Вооружение
- Стрелково-пушечное:  
  - наступательное:  2 × 7,92 мм пулемёта MG-17 в крыле по 500 патр. на ствол
  - оборонительное:  2 × 7,92 мм пулемёта MG-81Z (турельная спарка) боекомплект 2 000 патронов
- Бомбы: 4 × 50 кг

## Страны-эксплуатанты
- Нацистская Германия
- Словакия — в 1942 году ВВС получили 14 самолётов Fw.189А-1, которыми была укомплектована 1-я разведывательная авиаэскадрилья.
- Болгария — 16 самолётов Fw.189 получены в 1943 году[6], использовались ВВС Болгарии под наименованием «Циклоп».